# William Borrer
Pour les articles homonymes, voir Borrer.
William J. Borrer est un botaniste britannique, né le 13 juin 1781 à Henfield (Sussex) et mort à Henfield le 10 janvier 1862.

## Biographie
Ce juge, botaniste amateur, voyage beaucoup en Grande-Bretagne pour y étudier la flore. Il tente la mise en culture de nombreuses espèces tropicales. Il s’intéresse aux lichens et fait paraître, avec Dawson Turner (1775-1858), Lichenographia Britannica.
Borrer est devenu membre de la Royal Society le 4 juin 1835 et de la Société linnéenne de Londres.